# Saint-Palais, Gironde
Saint-Palais är en kommun i departementet Gironde i regionen Nouvelle-Aquitaine i sydvästra Frankrike. Kommunen ligger i kantonen Saint-Ciers-sur-Gironde som tillhör arrondissementet Blaye. År 2022 hade Saint-Palais 512 invånare.

## Befolkningsutveckling
Antalet invånare i kommunen Saint-Palais
Referens:INSEE